# Chiesa di San Francesco d'Assisi (Noli)
La chiesa di San Francesco d'Assisi è un luogo di culto cattolico situato nel comune di Noli, in piazza Lorenzo Vivaldo, in provincia di Savona. Il complesso duecentesco - ubicato fuori dalla cinta muraria nolese e costituito oltre la chiesa anche da un annesso convento - è sede nel periodo estivo del collegio dei Chierici regolari di San Paolo.

## Storia e descrizione
Le fonti storiche attestano al 1291 l'anno di fondazione del complesso monastico dell'Ordine dei frati minori conventuali - intitolato al santo francescano - per volere del vescovo di Genova monsignor Leonardo Fieschi.
La chiesa subì una nuova e imponente opera di ristrutturazione nel XVII secolo con l'inversione dell'orientamento, ma mantenendo inalterata l'unica navata. Lungo le pareti laterali furono create nuove cappelle, un profondo presbiterio e la sostituzione delle originali capriate in legno con una volta a botte.
Dal XIV secolo al XVII secolo all'interno della chiesa trovarono regolare sepoltura le famiglie più importanti della città nolese; sono ancora presenti epigrafi a memorie dei personaggi più illustri.

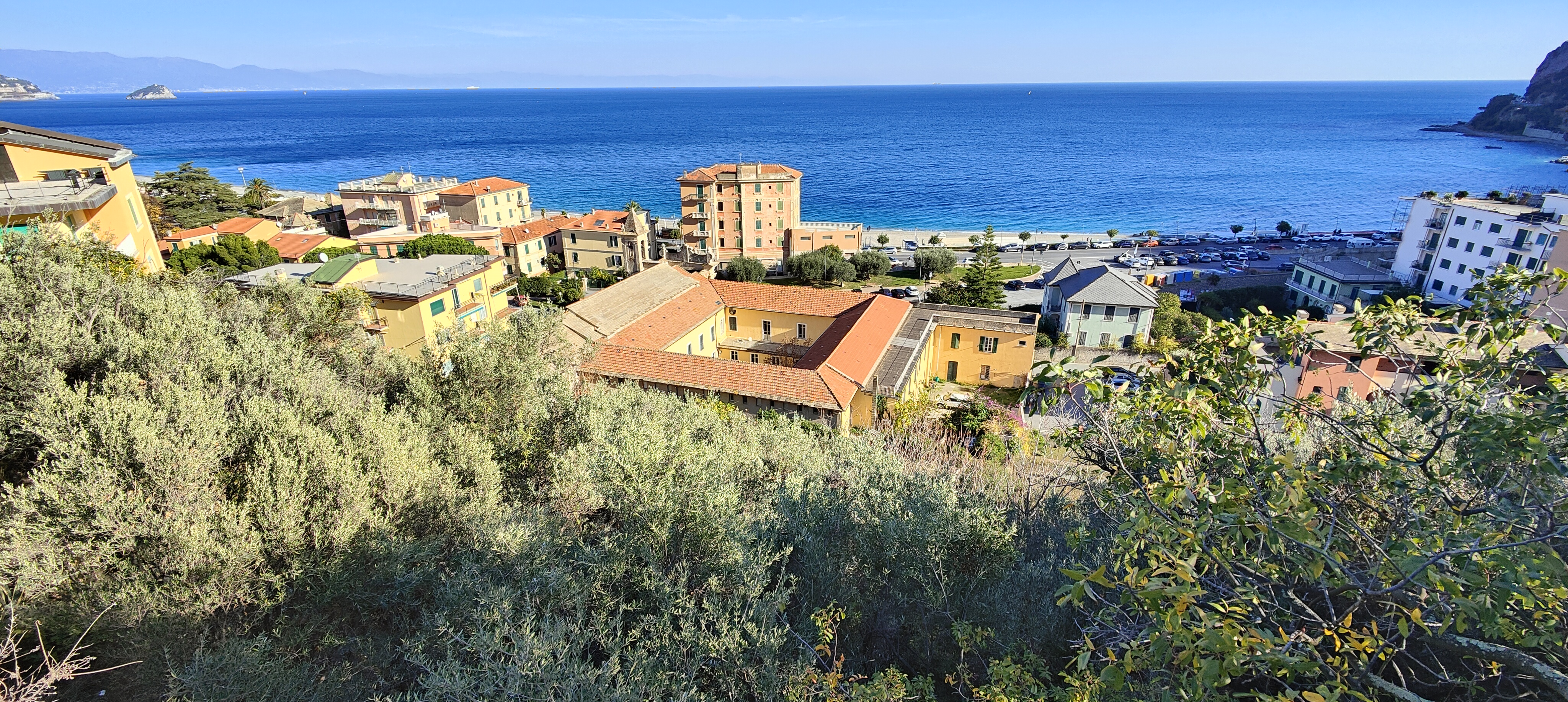
Complesso dell'oratorio e chiesa visto dall'alto percorrendo la scalinata sopra via Mazzeno

Il campanile - inserito nel contrafforte angolare posto a nord-est della struttura - ospita due campane rispettivamente del 1362 e del 1753.